# معمل السكر القديم في أكرض
معمل السكر القديم في أكرض يعد أقدم معمل “قبل صناعي” للسكر في العالم ، اشتغل بانتظام ما بين 1576 و1603 ، يقع على بعد مسافة تقدر بحوالي 20 كيلومترًا من مدينة الصويرة في المغرب. يعتبر أحد أهم معالم إداوكرض. يعتبر هذا المعمل الأثري أحد بقايا معاصر السكر التي أسسها الملوك السعديون على الضفة الشمالية لواد القصب. في عهدهم ازدهرت زراعة قصب السكر، حيث يمثل جزءًا هامًا من التراث الثقافي والتاريخي للمنطقة.

## تاريخ

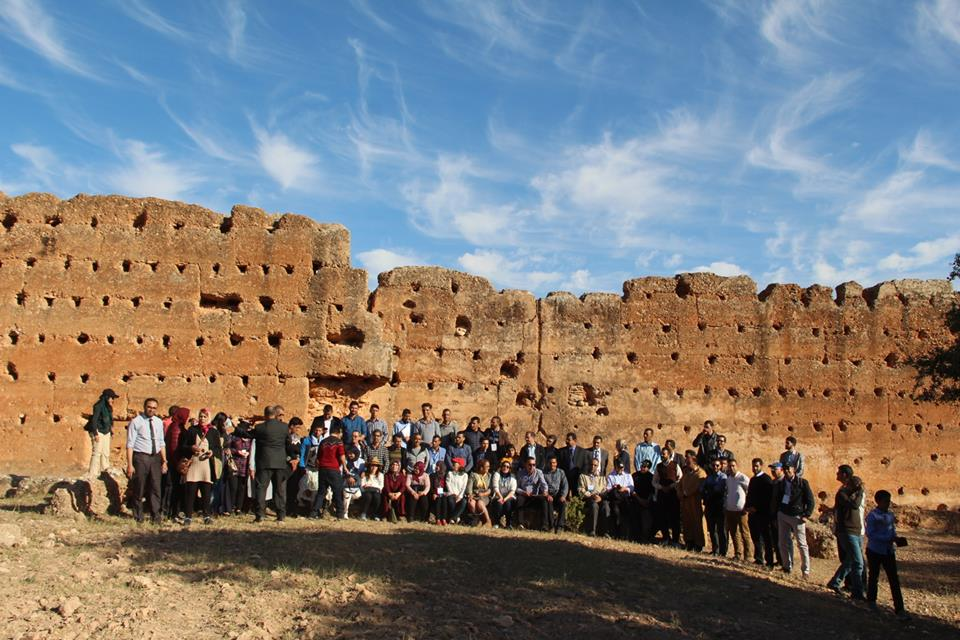
صورة تظهر السور الذي كان يتم من خلاله نقل السكر.

قبائل حاحا اهتمت بصناعة قصب السكر خلال فترة السعديين في المغرب. أسهم عبد الله الغالب السعدي، الذي حكم المملكة السعدية خلال القرن 16، في تنشيط هذه الصناعة بشكل كبير. أسس معملا لصناعة السكر بالتعاون مع قبيلة إداوكرض.و تأتي أهمية هذه الصناعة من دورها الكبير في التبادل التجاري مع أوروبا، ولأنها كانت ركيزة أساسية لدعم اقتصاد الدولة السعدية.حيث استفادت المملكة السعدية بشكل كبير من أرباحها، واستخدمتها لتعزيز قوتها الاقتصادية والسياسية وتعزيز مكانتها في المنطقة.